# یانیک هاستروپ
یانیک هاستروپ (دانمارکی: Jannik Hastrup؛ زادهٔ ۴ مهٔ ۱۹۴۱) نویسنده، تهیه‌کننده و کارگردان فیلم اهل دانمارک است.

## زندگی‌نامه
یانیک هاستروپ متولد ۱۹۴۱ و در زمینه پویانمایی آموزش دیده‌است. او بیش از آنکه خود را کاملاً وقف این حرفه نماید، مدت کوتاهی در موسیقی جاز و هنر سرامیک فعالیت داشته‌است و در ابتدای کار حرفه‌ای خود، به عنوان نوازنده امرار معاش می‌نمود و در سال‌های ۱۹۷۷ در برلین، ۱۹۸۱ در موزامبیک و ۱۹۸۵ در نیکاراگوا، به تدریس پویانمایی مشغول بوده‌است. در طول سال‌های ۱۹۶۰ و ۱۹۷۰، کارگردانی و تولید حدود ۶۰ فیلم کوتاه را بر عهده داشته‌است. از سال ۱۹۸۲ به بعد، اغلب به تولید فیلم‌های بلند مشغول بوده‌است.

## فیلمشناسی
از جمله آثار بلند او می‌توان به فیلم‌های «سامسون و سالی» (۱۹۸۴)، «جنگ پرندگان» (۱۹۹۰)، «اسلحه مخفی» (۱۹۹۵) و «پسری که می‌خواست خرس باشد» (۲۰۰۲) اشاره کرد.